# Fengtai Softball Field
Fengtai Softball Field – stadion softballowy w Pekinie, stolicy Chin. Powstał w latach 80. XX wieku. Może pomieścić 4700 widzów. Był areną zawodów softballowych na Letnich Igrzyskach Olimpijskich 2008. Znajduje się w pobliżu Beijing Fengtai Stadium.
Obiekt powstał w latach 80. XX wieku w związku z organizacją Igrzysk Azjatyckich 1990. W latach 2005–2006 został przebudowany w związku z Letnimi Igrzyskami Olimpijskimi 2008. W 2006 roku na obiekcie odbyły się mistrzostwa świata w softballu kobiet. W 2008 roku gościł on zawody softballowe w ramach Letnich Igrzysk Olimpijskich 2008.
Stadion po przebudowie z lat 2005–2006 posiada trybuny mogące pomieścić 4700 widzów. Na czas igrzysk w 2008 roku wyposażono go w dodatkowe, tymczasowe trybuny, zwiększające pojemność o 5000 widzów. Obok głównego stadionu znajduje się również mniejszy stadion softballowy z trybunami na 3500 widzów.